# Colorado Wildcats
I Colorado Wildcats furono una squadra della Professional Indoor Football League nel 1998. Erano posseduti da Gary Kozacek, che era anche proprietario/allenatore degli stessi Wildcats nei nove anni precedenti, quando competevano come squadra semi-pro di football. Giocavano le proprie partite casalinghe al Denver Coliseum, con sede sempre a Denver. I colori del team: oro, viola e bianco. L'allenatore era Collins Sanders.
I Wildcats giocarono tre partite della preseason PIFL nel '98:
- 19 marzo - Colorado Wildcats 20 at Madison Mad Dogs 27
- 25 marzo - Colorado Wildcats 39 at Green Bay Bombers 53
- 6 aprile - Texas Bullets 9 at Colorado Wildcats 49

Nell'unico anno della lega realizzarono un record di 9-5. Ebbero problemi finanziari, fallendo persino per due settimane, prima che intervenisse un nuovo proprietario, Tom Shafer, che permise loro di finire la stagione. La squadra arrivò ai playoff ma nacquero subito nuove difficoltà economiche e avrebbero abbandonato pur di non affrontare il viaggio per Baton Rouge, LA. Gli Shivers, padroni dei Louisiana Bayou Beast, si offrirono di pagare le spese di viaggio ai propri avversari. In questa partita i Bayou Beast poterono vendicare l'unica sconfitta subita in stagione regolare, vincendo 67-61 al Pete Maravich Assembly Center.
Quando il proprietario dei Green Bay Bombers e dei Madison Mad Dogs Keary Ecklund annunciò l'intenzione di avviare una nuova lega nel 1999, la Indoor Football League (IFL), Shafer affermò che la sua squadra avrebbe aderito, ma questo non avvenne mai e la formazione lasciò l'indoor football.